# Soto y Amío
Soto y Amío – gmina w Hiszpanii, w prowincji León, w Kastylii i León, o powierzchni 69,19 km². W 2011 roku gmina liczyła 905 mieszkańców.